# Campeonato Mundial de Esqui Alpino de 1989
O Campeonato Mundial de Esqui Alpino de 1989 foi a trigésima edição do evento, foi realizado em Vail, Colorado, Estados Unidos, entre os dias 2 e 12 de fevereiro de 1989.

## Resultados

### Masculino
| Evento                 | Ouro                                              | Prata                                        | Bronze                                 |
| ---------------------- | ------------------------------------------------- | -------------------------------------------- | -------------------------------------- |
| Downhill (06.02)       | Hans-Jörg Tauscher · Alemanha Ocidental · 2:10,39 | Peter Müller · Suíça · 2:10,58               | Karl Alpiger · Suíça · 2:10,67         |
| Slalom (12.02)         | Rudolf Nierlich · Áustria · 2:02,85               | Armin Bittner · Alemanha Ocidental · 2:03,29 | Marc Girardelli · Luxemburgo · 2:03,65 |
| Slalom gigante (09.02) | Rudolf Nierlich · Áustria · 2:37,66               | Helmut Mayer · Áustria · 2:39,28             | Pirmin Zurbriggen · Suíça · 2:39,38    |
| Super G (08.02)        | Martin Hangl · Suíça · 1:38,81                    | Pirmin Zurbriggen · Suíça · 1:39,09          | Tomaž Čižman · Iugoslávia · 1:39,18    |
| Combinado (03.02)      | Marc Girardelli · Luxemburgo · 4,72 pts.          | Paul Accola · Suíça · 16,26 pts.             | Günther Mader · Áustria · 31,49 pts.   |

### Feminino
| Evento                 | Ouro                                         | Prata                                | Bronze                                       |
| ---------------------- | -------------------------------------------- | ------------------------------------ | -------------------------------------------- |
| Downhill (05.02)       | Maria Walliser · Suíça · 1:46,50             | Karen Percy · Canadá · 1:48,00       | Karin Dedler · Alemanha Ocidental · 1:48,01  |
| Slalom (07.02)         | Mateja Svet · Iugoslávia · 1:30,88           | Vreni Schneider · Suíça · 1:31,49    | Tamara McKinney · Estados Unidos · 1:31,66   |
| Slalom gigante (11.02) | Vreni Schneider · Suíça · 2:29,37            | Carole Merle · França · 2:30,50      | Mateja Svet · Iugoslávia · 2:31,92           |
| Super G (08.02)        | Ulrike Maier · Áustria · 1:19,46             | Sigrid Wolf · Áustria · 1:19,49      | Michaela Gerg · Alemanha Ocidental · 1:19,50 |
| Combinado (02.02)      | Tamara McKinney · Estados Unidos · 5,65 pts. | Vreni Schneider · Suíça · 26,63 pts. | Brigitte Ortli · Suíça · 32,88 pts.          |

## Quadro de medalhas
| Ordem | País               | Medalha de ouro | Medalha de prata | Medalha de bronze | Total |
| ----- | ------------------ | --------------- | ---------------- | ----------------- | ----- |
| 1     | Suíça              | 3               | 5                | 3                 | 11    |
| 2     | Áustria            | 3               | 2                | 1                 | 6     |
| 3     | Alemanha Ocidental | 1               | 1                | 2                 | 4     |
| 4     | Iugoslávia         | 1               | 0                | 2                 | 3     |
| 5     | Estados Unidos     | 1               | 0                | 1                 | 2     |
|       | Luxemburgo         | 1               | 0                | 1                 | 2     |
| 7     | Canadá             | 0               | 1                | 0                 | 1     |
|       | França             | 0               | 1                | 0                 | 1     |
|       | TOTAL              | 10              | 10               | 10                | 30    |